# Erskine Park, New South Wales
Erskine Park este o suburbie în Sydney, Australia.